# Tatiana Minello
 Tatiana Minello (Santa Maria, 6 de novembro  de 1968) é uma voleibolista indoor e de praia aposentada.
Como jogadora de vôlei de praia, conquistou a medalha de ouro nos Jogos da Boa Vontade de 2001, na Austrália e, neste mesmo ano, conquistou a medalha de prata do Campeonato Mundial de Voleibol de Praia, na Áustria.

## Carreira
Tatiana iniciou sua carreira no voleibol de quadra (indoor) em 1988 no Brasil e consolidou sua trajetória profissional na década de 90 nesta modalidade no cenário internacional, precisamente na Itália, atuando na posição de ponteira, embora  atuava em todas as posições, defendendo na temporada  1991-92 o Nausicaa Reggio Calabria, participando da campanha do clube Liga A1 Italiana que na fase classificatória classificou-se em nono lugar e nos playoffs houve a eliminação, o mesmo ocorrendo na Copa A1 Itália.
Antes de atuar no voleibol italiano, teve passagem pelo Flamengo.Atuou também pelo Nausicaa Reggio Calabria na temporada 1992-93 quando finalizaram na décima segunda posição na Liga A1 Italiana.
Continuou defendendo o Nausicaa Reggio Calabria desta vez na Liga A2 Italiana 1993-94 quando finalizou na décima sexta colocação, ou seja, último lugar.
Transferiu-se na jornada 1994-95 para outro clube que disputaria a Liga A2 Italiana, ou seja, o Mangiatorella Messina finalizando apenas na sexta colocação e além da eliminação na Copa A2 Itália.
Renovou com o Mangiatorella Gsm 83 Messina e disputou a Liga A2 Italiana 1995-96 e conquistou o título e o acesso a Liga A1 Italiana e obteve a eliminação do clube na Copa A2 Itália.Em sua última temporada pelo Etna Cavagrande Messina disputou a Liga A1 Italiana 1996-97 finalizando na décima posição e houve eliminação do clube na Copa A2 Itália.
Em 1997 passou a trilhar a carreira profissional no vôlei de praia e formou dupla com Isabel Salgado e alcançaram o décimo terceiro lugar no Aberto do Rio de Janeiro e o décimo sétimo no Aberto de Melbourne .No ano de 1998 formou dupla com a ex-jogadora de voleibol indoor Vanessa Lage, esta atuou com o nome “Nessa”, alcançando pelo Circuito Mundial a trigésima sétima posição no Aberto de Salvador.
A partir da temporada de 1999 formou dupla com Magda Lima e no Circuito Mundial alcançaram a décima sétima colocação no Aberto de Salvador pelo Circuito Mundial, na temporada de 2000 confirmaram a parceria e disputaram o mesmo circuito obtendo o nono lugar no Aberto de Vitória e o trigésimo terceiro lugar no Aberto de Rosarito (México) .
Ao lado de Magda Lima disputou o Circuito Banco do Brasil de 1999 e alcançaram na etapa de Belo Horizonte o vice-campeonato,  ao final da temporada deste referido circuito conquistaram a quarta posição geral,e repetiram o feito nesta competição na temporada de 2000.Copm esta mesma parceira conquistou o vice-campeonato do Circuito Brasileiro de Vôlei de praia de 2001.
A partir de 2001 formou dupla com Sandra Pires e conquistaram a medalha de ouro nos Goodwill Games, disputado em Brisbane, Austrália,e a medalha de prata na edição do Campeonato Mundial de Vôlei de Praia de 2001, realizado em Klagenfurt, Áustria, além desses resultados disputaram as etapas do Circuito Mundial de 2001, obtendo o sétimo lugar no Aberto de Fortaleza, a quinta colocação nos Abertos de Macau, Espinho e no Grand Slam de Marseille, foram quarta colocadas nos Abertos de Cagliari, Gstaad e Hong Kong,  conquistaram o bronze no Aberto de Gran Canaria e a prata no Aberto de Maoming.
No Circuito Mundial de 2002 atuou ao lado de  Ana Paula, encerrando na nona posição nos Abertos de Rodes e Maoming, no quinto lugar nos Abertos de Gstaad, Stavanger e  Montreal, mesma colocação obtida nos Grand Slam de Marseille e Klagenfurt; também obtiveram o terceiro lugar nos Abertos de Mallorca e Vitória, os vice-campeonatos no Aberto de Madrid e no Aberto de Osaka, nesta última foi eleita a Melhor Jogadora da etapa
Ao lado de Ana Paula conquistou o vice-campeonato do Circuito Brasileiro de Vôlei de Praia de 2002 e foi eleita a Melhor Defesa de todo campeonato, e foi campeã das etapas de Betim, Maceió e Brasília,nesta mesma temporada integrou o All Star Team para a disputa da segunda etapa da Copa Samsung de Volley Four, na praia de Boa Viagem , no Recife.Para disputar a terceira etapa do Farol de São Tomé, em Campos, no Rio de Janeiro, formou dupla com Adriana Behar .
Na temporada de 2003 formou parceria com Alexandra Fonseca e finalizaram na vigésima quinta posição no Grand Slam de Los Angeles,  décima sétima colocação no Grand Slam de Marseille, mesma posição obtida na disputa do campeonato Mundial de Vôlei de Praia realizado no Rio de Janeiro, nono lugar nos Abertos de Rodes, Stavanger, Milão e no Grand Slam de Klagenfurt, na quinta posição do Aberto de Gstaad e no Grand Sma de Berlim, na quarta posição do Aberto de Osaka.
Ao lado de Ana Paula disputou a etapa de Juiz de Fora, válida pelo Circuito Brasileiro banco do Brasil de 2003, na ocasião conquistaram o título da etapa, também foi vice-campeã nas etapas de Brasília e Rio de Janeiro e ao lado de Alexandra Fonseca foi vice-campeã na etapa de Campo Grande
Em 2004 formou dupla com Talita Antunes no Circuito Mundial e finalizaram na vigésima quinta colocação no Aberto de Fortaleza.Na etapa de Ribeirão Preto pelo Circuito Brasileiro Banco do Brasil de 2004 atuou ao lado de Ana Richa e foram vice-campeãs nas etapas de Londrina e Goiânia.No Circuito Banco do Brasil Challenger alcançaram o título na etapa de Teresina
Na jornada de 2005 foi bronze na etapa de Londrina pelo Circuito Banco do Brasil, ocasião que jogou com Semírames Marins, “Mimi Amaral”,mesmo posto obtido nas etapas de Campo  Grande,  Goiânia  e  João  Pessoa; nesta mesma temporada passou a competir nos Estados Unidos no Circuito da AVP (Associação de Vôlei Profissional Americana), e alcançaram a sétima posição no Manhattan Beach, o quinto lugar nos Abertos de Santa Barbara, Boulder, Las Vegas e Honolulu, além disso foram bronze em Mason e vice-campeãs nos Abertos de  San Diego e Chicago.
Com Mimi Amaral competiu no Circuito da AVP de 2006, obtendo o nono lugar nos Abertos de Santa Barbara, Hermosa Beach, Sacramento, Atlanta e Chicago, o sétimo lugar na etapa de Fort Lauderdale, Seaside Heights, Manhattan Beach, Brooklyn, Boulder e Mason, o quinto lugar nos Abertos de Tempe, Birmingham e Lake Tahoe e o bronze  no Aberto de Huntington Beach.Ainda na temporada de 2006 formou dupla com Adriana Behar para disputar a etapa de João Pessoa pelo Circuito Brasileiro Banco do Brasil.
Ao lado de Semírames Marins (Mimi) disputou algumas etapas do Circuito Banco do Brasil de 2007, obtendo o decimo terceiro lugar na etapa de Porto Alegre, terminando entre os doze primeiros na etapa de Londrina e Santos,  quarto lugar na etapa de Juiz de Fora, disputou a etapa de Maceió com Izabel Santos finalizando na nona posição, bronze na etapa de João Pessoa a.Também juntas disputaram o qualifying para a o Aberto da Grécia de 2007, mas finalizaram na oitava posição.
No ano de 2007 formando dupla com Carrie Busch Dodd disputou etapas do Circuito da AVP, quando alcançaram a décima terceira posição no Aberto de Charleston , a nona colocação nos Abertos de Miami, Hermosa Beach, Tampa, Long Beach, Boston e Cincinnati (Mason), o quinto lugar nos Aberto de Dallas, Louisville e Chicago, o sétimo nos Aberto de Huntington, Atlanta, Manhattan Beach e Brooklyn e San Francisco ( Best Of The Beach), alcançando o bronze no Aberto de Sanderson Ford Glendale e com esta jogadora competiu nas etapas do Circuito Banco do Brasil do mesmo ano a décima terceira posição na etapa de Vila Velha,  nono lugar na etapa de Cabo Frio.
Na temporada de 2008 confirmou parceria com Carrie Busch Dodd no Circuito da AVP, alcançando o nono posto nos Abertos de Gold Crown Miami, Brooklyn, Santa Bárbara e Manatthan Beach, sétimo lugar nos Abertos  de Gold Crown Dallas, Atlanta e San Francisco, quinto lugar nos Abertos de Huntington Beach , Charleston, Chicago, Long Beach e San Diego e Cincinnati (Mason) , bronze nos Abertos de Louisville, Hermosa Beach e Boulder , vice-campeã no Aberto de Belmar.
Ainda na jornada de 2008, disputou ao lado de Luciana Hollanda e alcançaram no Circuito Banco do Brasil correspondente a nona posição na Praia de Atlântida.Já ao lado de Camila Bertozzi ocupou a décima terceira colocação nas etapas de Florianópolis, Foz do Iguaçu, Campo Grande; neste mesmo circuito jogou ao lado de Sandra Pires na etapa de Maceió quando finalizaram na nona colocação.
No Circuito da AVP de 2009 jogou ao lado de Pri Piantadosi-Lima, nona colocação no Aberto de San Francisco, o sétimo lugar nos Abertos de San Diego, Houston e Ocean City, quinto lugar nos Aberto de Huntington Beach, Atlanta, Hermosa Beach e Las Vegas, neste com várias parceiras; além do bronze nos Abertos de Brooklyn e Manhattan Beach, Chicago e Mason e vice-campeonato no Aberto de Muskegon.E com esta parceria disputou a etapa de Recife do Circuito banco do Brasil de 2009, quando finalizaram na nona colocação;conquistaram também a medalha de ouro na segunda edição do Torneio International Beach Volleyball Puerto Vallarta de 2009 , no México.
Ao lado de Pri Piantadosi-Lima competiu pelo Circuito Banco do Brasil de 2010, e finalizaram com o nono lugar nas etapas de Uberaba, Goiânia e Recife, e ao lado desta parceira, competiu pelo  Circuito da AVP de 2010 no Aberto de Santa Barbara quando ficaram no sétimo posto e o bronze no Aberto de Fort Lauderdale.Voltou a competir com Ana Paula nesta temporada, alcançando apenas o décimo terceiro lugar no Aberto de Hermosa Beach, o nono lugar no Aberto de Huntington Beach e a quinta colocação nos Abertos de Virginia Beach e Long Beach.
Ainda em 2010, ao lado de Ana Paula,  volta a competir pelo Circuito Mundial e obtiveram a trigésima terceira posição no Aberto de Sanya e o vigésimo quinto lugar no Aberto de Phuket., com esta mesma parceira continuou competindo nas etapas válidas pelo Circuito Americano (AVP), e neste ano encerrou sua carreira como atleta profissional, um total de 22 anos de dedicação ao esporte.
Como foi ex-aluna do Colégio Metodista Centenário, recebeu  deste um prêmio  como a melhor jogadores de voleibol feminino da história da cidade de Santa Maria, isto no dia 19 de outubro de 2014 em solenidade na Câmara Municipal de Vereadores deste município.
Continuou ligada ao esporte, no ramo do Planejamento e logística na área da alimentação, integrando o Comitê de Planejamento dos 5º Jogos Mundiais Militares de 2011, na função de Supervisor de Lounges, depois atuou Coordenadora de Serviços de Alimentação, pelo Comite Organizador da Copa do Mundo FIFA 2014.Desde 2015 trabalha como Coordenadora de Eventos na TV Esporte Interativo e na Área financeira da Conexão Marketing e também como Especialista em Alimentos e Bebidas fez parte do Comitê Organizador dos Jogos Olímpicos e Paralímpicos -Rio 2016.

## Títulos e resultados
- Aberto de Osaka:2002[10]
- Aberto de Madrid:2002[10]
- Aberto de Maoming:2001[10]
- Aberto de Gran Vitória:2002[10]
- Aberto de Gran Mallorca:2002[10]
- Aberto de Gran Canaria:2001[10]
- Aberto de Osaka:2003[10]
- Aberto de Hong Kong:2001[10]
- Aberto de Gstaad:2001[10]
- Aberto de Cagliari:2001[10]
- Circuito Brasileiro Banco do Brasil:2001[12]
- Circuito Brasileiro Banco do Brasil:1999[12],2000[12]
- Etapa de Juiz de Fora do Circuito Brasileiro Banco do Brasil:2003[15]
- Etapa de Maceió do Circuito Brasileiro Banco do Brasil:2002[4]
- Etapa de Betim do Circuito Brasileiro Banco do Brasil:2002[4]
- Etapa de Brasília do Circuito Brasileiro Banco do Brasil:2002[4]
- Etapa de Goiânia do Circuito Brasileiro Banco do Brasil:2004[21]
- Etapa de Londrina do Circuito Brasileiro Banco do Brasil:2004[21]
- Etapa de Brasília do Circuito Brasileiro Banco do Brasil:2003[4]
- Etapa do Rio de Janeiro do Circuito Brasileiro Banco do Brasil:2003[4]
- Etapa de Campo Grande do Circuito Brasileiro Banco do Brasil:2003[4]
- Etapa de Recife do Circuito Brasileiro Banco do Brasil:1999[11]
- Etapa de Londrina do Circuito Brasileiro Banco do Brasil:2005[23]
- Etapa de Campo Grande do Circuito Brasileiro Banco do Brasil:2005[4]
- Etapa de Goiânia do Circuito Brasileiro Banco do Brasil:2005[4]
- Etapa de João Pessoa do Circuito Brasileiro Banco do Brasil:2005[4]
- Etapa de João Pessoa do Circuito Banco do Brasil Nacional:2007[27]
- Etapa de Juiz de Fora do Circuito Banco do Brasil Nacional:2007[27]
- Etapa de Teresina do Circuito Brasileiro Banco do Brasil Challenger:2004[22]
- Aberto de Muskegondo Circuito da AVP de Vôlei de Praia:2009[30]
- Aberto de Belmar do Circuito da AVP de Vôlei de Praia:2008[29]
- Aberto deChicago do Circuito da AVP de Vôlei de Praia:2005[24]
- Aberto de San Diego do Circuito da AVP de Vôlei de Praia:2005[24]
- Aberto de Fort Lauderdale do Circuito da AVP de Vôlei de Praia:2010[31]
- Aberto de Mason do Circuito da AVP de Vôlei de Praia:2009[30]
- Aberto de Chicago  do Circuito da AVP de Vôlei de Praia:2009[30]
- Aberto de Manhattan Beach  do Circuito da AVP de Vôlei de Praia:2009[30]
- Aberto de Brooklyn  do Circuito da AVP de Vôlei de Praia:2009[30]
- Aberto de Boulder do Circuito da AVP de Vôlei de Praia:2008[29]
- Aberto de Hermosa Beach do Circuito da AVP de Vôlei de Praia:2008[29]
- Aberto de Louisville do Circuito da AVP de Vôlei de Praia:2008[29]
- Aberto de Sanderson Ford Glendale do Circuito da AVP de Vôlei de Praia:2007[29]
- Aberto de Huntington Beach do Circuito da AVP de Vôlei de Praia:2006[25]
- Aberto de Mason do Circuito da AVP de Vôlei de Praia:2005[24]
- Torneio Internacional Puerto Vallarta:2009[1]
- Liga A2 Italiana:1995-96[9]

## Premiações individuais
- MVP do Aberto de Osaka no Circuito Mundial de 2002[1]
- Melhor Defesa do Circuito Banco do Brasil de 2002[1]